# Comuna de Stąporków
Stąporków (polaco: Gmina Stąporków) é uma gminy (comuna) na Polónia, na voivodia de Santa Cruz e no condado de Konecki. A sede do condado é a cidade de Stąporków.
De acordo com os censos de 2004, a comuna tem 18 531 habitantes, com uma densidade 80,1 hab/km².

## Área
Estende-se por uma área de 231,41 km², incluindo:
- área agricola: 31%
- área florestal: 62%

## Demografia
Dados de 30 de Junho 2004:
|                      | Total   | Total | Mulheres | Mulheres | Homens  | Homens |
| -------------------- | ------- | ----- | -------- | -------- | ------- | ------ |
|                      | pessoas | %     | pessoas  | %        | pessoas | %      |
| População            | 18 531  | 100   | 9496     | 51,2     | 9035    | 48,8   |
| Densidade (pop./km²) | 80,1    | 100   | 41       | 41       | 39      | 39     |

De acordo com dados de 2005, o rendimento médio per capita ascendia a 1495,69 zł.

## Comunas vizinhas
- Bliżyn, Chlewiska, Końskie, Mniów, Przysucha, Smyków, Zagnańsk